# 宇都宮競馬場
宇都宮競馬場（うつのみやけいばじょう）は栃木県宇都宮市西川田二丁目にあった地方競馬の競馬場。廃止時点では栃木県の主催による競馬が開催され、廃止直前までD-Netに加盟していた。2001年度までは宇都宮市が主催者となる競馬も実施されていた。

## 概要
1933年（昭和8年）に起工し、同年11月に完成、同年12月に開幕した。しかし年間の開催は僅か2回で、1回の日数は4日に限られた。
当初の主催は栃木県馬区畜産組合連合会のみに開催権があり、1948年（昭和23年）の競馬法公布により主催者が国及地方公共団体に限られると、1955年（昭和30年）に宇都宮市へ合併されるまでは所在地が姿川村であったため、姿川村も宇都宮競馬場所在村として開催権を得て村営競馬も施行していた。ただし村営競馬といっても一切を県に委託し、村はその収益を受けることだけで事足りた。
コースは1周がダート1200メートルの右回りで、第4コーナーからゴールまでの直線の距離は200メートルと比較的コンパクトなコースだった。レース施行距離としては800m、1300m、1400m、1500m、1600m、1900m、2000m、2600mと短〜中距離の設定が多かった。
厩舎は敷地内に8厩舎、周辺に27厩舎ほどと周辺に点在していたことから、調教やレース出走の前後には馬が厩務員に引かれて公道を歩く光景も見られた。地方競馬開始時の馬場は、国土地理院ホームページ「地図・空中写真閲覧サービス」の航空写真 (USA-R389-128)で確認できる。これらの厩舎が建てられたのは1971年（昭和46年）頃だが、当時の周辺住民は井戸水を飲料水としていたので、馬の糞尿や洗馬の水、寝ワラの乾燥の時の悪臭などで井戸水が汚染されるのを恐れ、厩舎建設には反対した。その結果、周辺の住宅地に上下水道が整備され、合わせて道路の舗装、厩舎も消毒されるようになった。
北関東菊花賞を制し、最初で最後の北関東三冠馬となったフジエスミリオーネは宇都宮所属だった。またベラミロードなど全国レベルのレースでの活躍馬も輩出していたが、1953年（昭和27年）をピークに売上は減少していき、1993年（平成5年）以降は赤字経営が続いて売り上げ好転の兆しも見られなくなっていた。
また宇都宮と共に北関東ブロックを構成していた足利競馬場と高崎競馬場が経営難・自治体財政などの問題から相次いで廃止されると、競馬場はもとより宇都宮と足利の厩舎を抱えた1場単独での興行は極めて困難となっていった。さらに競馬事業関係の基金の払底という悪条件までもが重なったため、宇都宮競馬場も廃止のやむなきに至り、2005年（平成17年）3月14日の平成16年度とちぎ大賞典が最後のレースとなった（勝ち馬はフジエスミリオーネ）。
開催廃止後は同年12月まで南関東公営競馬の場外発売が行われ、2006年（平成18年）3月末をもって閉場、廃止となった。最後の騎手会長は小野三夫だった。最後まで所属していた246名の調教師・騎手・厩務員は他地区へ異動した一部を除いて引退・廃業し、所属していた350頭の競走馬も廃馬の運命をたどった。これにより北関東の地方競馬は約80年続いた歴史に幕が下ろされることになり、栃木県内からは勝馬投票券の発売も終了となった。場外勝馬投票券発売所が無く、長らく宇都宮と足利での場間場外のみが行われていたという事情もあるが、平成期の競馬場廃止により関連施設も含めて都道府県単位で競馬場の廃場と同時に馬券発売が全廃となったのは全国を見渡しても栃木県のみである。
1990年代、栃木県は壬生町内に県営馬事公苑を含む新競馬場計画を立ち上げ、土地買収と厩舎地区の先行整備を開始したものの、1990年代末になると景気低迷と競馬開催の急激な不振から一気に競馬の存続自体の雲行きが怪しくなり、程なく計画は休止状態となり、県営馬事公苑の計画自体も含めて最終的に頓挫した。この時の予定敷地は現在みぶ羽生田産業団地となっている。

## 廃止後
厩舎の跡地や周辺に点在した競馬場来場者向けの民間駐車場の一部は関東自動車の折り返し場（西川田東バス停）やアパート用地、宗教施設等へと転用された。競馬場の跡地は、第77回国民体育大会（2022年〈令和4年〉開催）に向けた「総合スポーツゾーン」整備の一環として陸上競技場兼球技場「カンセキスタジアムとちぎ」が建設された。
スタジアム建設後も競馬場特有の楕円形の敷地ははっきりと確認できるほか、栃木県道2号宇都宮栃木線の「競馬場南入口」交差点、そこから東に分岐し競馬場跡地前に至る「競馬場通り」、競馬場跡地前に設置された関東自動車（関東バス）の「競馬場通り」停留所など、現在でも随所にその名残を見ることができる。

## 発売していた馬券の種類
宇都宮競馬場開催時
○…発売 ×…発売なし
| 単勝 | 複勝 | 枠番連複 | 枠番連単 | 馬番連複 | 馬番連単 | ワイド | 3連複 | 3連単 |
| ---- | ---- | -------- | -------- | -------- | -------- | ------ | ----- | ----- |
| ○    | ○    | ○        | ○        | ○        | ○        | ○      | ○     | ○     |

## 重賞競走
- とちぎマロニエカップ（統一GIII）
- とちぎ大賞典
- 北関東皐月賞
- 北関東ダービー（セントライト記念・神戸新聞杯のトライアル競走だった。）
- 北関東オークス（ローズステークス・紫苑ステークスのトライアル競走だった。）

- ベラミロード記念かもしか賞
- 若駒賞
- しもつけ弥生賞
- しもつけさつき賞
- しもつけ菊花賞
- しもつけ3歳スプリンターズカップ
- 北関東弥生賞
- 春蘭特別
- 太平記特別
- 白百合特別

- もみじ特別
- 北関東桜花賞
- 宇都宮記念
- 八汐賞
- カネユタカオー記念
- とちぎスプリンターズ天馬杯
- 葉月特別
- 穂の香特別
- 春光特別
- ブライアンズロマン記念

- 華厳賞
- とちぎアラブ王冠
- おおるり賞
- とちぎアラブ大賞典
- マロニエ杯アラブ優駿

## 主な活躍馬
- サラノオー（史上初の栃木三冠馬）
- ダイコウガルダン（宇都宮でデビューし16戦5勝、北関東ダービーを制覇。以後8歳の引退まで上山・笠松・大井・JRAと各地を渡り歩き活躍した。1990・1991年NARグランプリサラブレッド系年度代表馬）
- スルガスペイン（のちに転出した上山時代を含め、当時のサラブレッド競馬記録となるデビュー以来14連勝を達成。6歳からは南関東へ転出し、帝王賞で2年連続3着など）
- カネユタカオー（栃木三冠馬、交通事故に遭い亡くなるが後に功績を讃えカネユタカオー記念という重賞が創設された）
- ベラミスキー（南部杯2着、しもつけオークス、かもしか賞など。イヴニングスキー、ベラミロードの母）
- ブライアンズロマン（さくらんぼ記念-統一GIII、しもつけ菊花賞、とちぎ大賞典4連覇ほか、通算勝利数43勝の戦後サラブレッド競馬最多勝記録、「栃木の怪物」の異名を持つ、種牡馬）
- カルラネイチャー（ブライアンズロマンをとちぎダービーで破るなど栃木二冠、種牡馬）
- イヴニングスキー（ベラミロードの半兄。北関東ダービー、足利記念、カネユタカオー記念など重賞11勝。ミナミノイーグルのライバル）
- ベラミロード（東京盃-統一GII、TCK女王盃 - 統一GIII, 牝馬で唯一の栃木三冠馬, NARグランプリ年度代表馬, NARグランプリ最優秀牝馬, NARグランプリ最優秀短距離馬）
- ハイコンプリート（中央競馬から宇都宮へ移籍後、2002年とちぎ大賞典、春光賞を含む13連勝を達成。セン馬）
- フジエスミリオーネ（唯一の北関東三冠馬、2005年とちぎ大賞典でハイコンプリートを破るなど北関東競馬末期における最強馬）
- トチノミネフジ（2歳時在籍。後に南関東に転出、最後の南関東アラブ3冠馬となる）
- ヤシマナシヨナル（戦後日本のサラブレッド競馬史上、最重斤量76kgでの勝利は宇都宮でのもの）
- ドージマファイター（中央競馬では5戦して未勝利だったが、宇都宮でサラブレッド競馬史上最多となる26連勝を達成）
- ホマレスターライツ（第38回楠賞全日本アラブ優駿を含む16連勝を達成。）
- ブンブクマーチャン